# Clipadoretus ehrenbergi
Clipadoretus ehrenbergi är en skalbaggsart som beskrevs av Ohaus 1912. Clipadoretus ehrenbergi ingår i släktet Clipadoretus och familjen Rutelidae. Inga underarter finns listade i Catalogue of Life.